# Los Angeles Angels
O Los Angeles Angels é uma equipe da Major League Baseball sediada em Anaheim, Califórnia, EUA. Eles estão na American League. O clube, que foi fundado em 1961 com o nome de Los Angeles Angels, dividia o Dodger Stadium com os Los Angeles Dodgers até 1965 — mesmo ano em que foi rebatizado California Angels — para no ano seguinte se mudar para o Anaheim Stadium, atual Angel Stadium of Anaheim, na zona metropolitana de Los Angeles. Em 1997, o proprietário Gene Autry vendeu a equipe para a Walt Disney Company, que os rebatizou Anaheim Angels. Sob a Disney, o time foi campeão da World Series em 2002. Em 2004 a Disney vendeu o time para o empresário Arturo "Arte" Moreno, que o rebatizou com o atual nome em 2005 para evocar o status do time como representante da Grande Los Angeles.